# Коротаев, Николай Леонидович
Николай Леонидович Коротаев (18 марта 1960) — советский и российский футболист, защитник, тренер.

## Биография
Начал выступать на взрослом уровне в 1978 году в составе кировского «Динамо» во второй лиге. Провёл в составе команды два сезона, затем несколько лет не выступал в соревнованиях мастеров. В 1984 году вернулся в «Динамо» и выступал за него до 1992 года. Всего за 11 сезонов сыграл 320 матчей в первенствах СССР и России за кировский клуб. Был капитаном команды.
В 1993—1994 годах работал в тренерском штабе своей команды, носившей в этот период название «Вятка». В дальнейшем работает детским тренером в СДЮСШОР № 8 г. Кирова. Окончил Кировский политехнический институт.
В 2010 году к 50-летнему юбилею футболиста был проведён товарищеский матч между ветеранами кировского «Динамо» и основным составом команды. В январе 2014 года Коротаев был участником эстафеты Олимпийского огня в Кировской области перед Олимпиадой-2014 в Сочи.